# Tour de France 1970
Le Tour de France 1970 est la 57e édition du Tour de France, course cycliste qui s'est déroulée du 27 juin au 19 juillet 1970 sur 23 étapes pour 4 254 km. C'est la deuxième victoire d'Eddy Merckx dans l'épreuve.

## Généralités
- Dans les 15 équipes de 10 coureurs opposées à l'équipe Faemino, on cherche qui pourra affronter avec succès Eddy Merckx, vainqueur de Paris-Nice, de Paris-Roubaix et du Tour d'Italie. Les Français Pingeon et Poulidor ne paraissent pas au mieux de leur forme (Poulidor, qui se remet d'un zona, a tenu à disputer ce Tour qui part de Limoges) et les jeunes comme Ocaña, vainqueur du Tour d'Espagne, Van Impe ou Zoetemelk, vainqueur du Tour de l'Avenir 1969, manquent encore de métier.
- Eddy Merckx est le vainqueur absolu de ce tour, commençant par remporter le prologue contre-la-montre de 7,4 km à Limoges. Il ne cache pas sa déception quand son coéquipier Italo Zilioli prend le maillot jaune à l'issue de la 2e étape à Angers. Merckx récupère le maillot jaune lors de la 6e étape à Valenciennes, Zilioli étant livré à lui-même. Merckx triomphe à Divonne-les-Bains, à Grenoble, au sommet du mont Ventoux (où il s'évanouit après l'arrivée et est mis sous masque à oxygène), et dans les deux dernières étapes contre-la-montre à Bordeaux et à Paris.
- Même si Poulidor résiste en se plaçant à la 7e place au classement général, le Tour 1970 est marqué par la faillite de la génération des trentenaires (abstention de Gimondi et Motta, abandon de Pingeon en début de Tour, places de 17e pour Aimar et de 26e pour Janssen), supplantée par l'arrivée d'une nouvelle génération (le Néerlandais Zoetemelk qui termine 2e, le Suédois Gösta Pettersson, 3e, les Belges Van Impe, 6e, et Pintens, l'Espagnol Ocaña, qui, malade en milieu de tour, remporte la 17e étape à Saint-Gaudens, le Français Bernard Thévenet, qui remporte la 18e étape à la Mongie).
- Ce Tour est marqué par les victoires d'étapes de jeunes coureurs français. Outre Thévenet, on assiste en effet aux succès du sprinter Cyrille Guimard à La Rochelle, d'Alain Vasseur au Feldsberg à l'issue d'une longue échappée solitaire, de Christian Raymond à Mourenx et de Jean-Pierre Danguillaume à Versailles. Le cyclisme français peut envisager avec espoir « l'après-Merckx » qui n'est pas encore arrivé…
- Vainqueur de 8 étapes (record de succès d'étapes sur un seul Tour), Eddy Merckx réussit le doublé Tour d'Italie-Tour de France qu'ont seuls réussi avant lui Fausto Coppi et Jacques Anquetil. On salue le « bol d'air frais » apporté par les jeunes, mais on estime que Merckx sera encore imbattable pendant plusieurs années.
- Joaquim Agostinho, initialement vainqueur de la 9e étape à Mulhouse, est déclassé pour avoir gêné dans le sprint son coéquipier Mogens Frey. Celui-ci devient le premier Danois vainqueur d'étape sur le Tour.
- Création du prix récompensant le meilleur jeune.
- Moyenne du vainqueur : 35,589 km/h.

## Étapes
| Étape,        | Date        | Villes étapes                                     |                              | Distance (km) | Vainqueur d’étape             | Leader du classement général |
| ------------- | ----------- | ------------------------------------------------- | ---------------------------- | ------------- | ----------------------------- | ---------------------------- |
| Prologue      | 27 juin     | Limoges – Limoges                                 | Contre-la-montre individuel  | 7,4           | Eddy Merckx                   | Eddy Merckx                  |
| 1re étape     | 27 juin     | Limoges – La Rochelle                             | Étape de plaine              | 224,5         | Cyrille Guimard               | Eddy Merckx                  |
| 2e étape      | 28 juin     | La Rochelle – Angers                              | Étape de plaine              | 200           | Italo Zilioli                 | Italo Zilioli                |
| 3e étape (a)  | 29 juin     | Angers – Angers                                   | Contre-la-montre par équipes | 10,7          | Faema-Faemino                 | Italo Zilioli                |
| 3e étape (b)  | 29 juin     | Angers – Rennes                                   | Étape de plaine              | 140           | Marino Basso                  | Italo Zilioli                |
| 4e étape      | 30 juin     | Rennes – Lisieux                                  | Étape de plaine              | 229           | Walter Godefroot              | Italo Zilioli                |
| 5e étape (a)  | 1er juillet | Lisieux – Rouen                                   | Étape de plaine              | 94,5          | Walter Godefroot              | Italo Zilioli                |
| 5e étape (b)  | 1er juillet | Rouen – Amiens                                    | Étape de plaine              | 113           | Joseph Spruyt                 | Italo Zilioli                |
| 6e étape      | 2 juillet   | Amiens – Valenciennes                             | Étape de plaine              | 135,5         | Roger De Vlaeminck            | Eddy Merckx                  |
| 7e étape (a)  | 3 juillet   | Valenciennes – Forest (BEL)                       | Étape de plaine              | 119           | Eddy Merckx                   | Eddy Merckx                  |
| 7e étape (b)  | 3 juillet   | Forest (BEL) – Forest (BEL)                       | Contre-la-montre individuel  | 7,2           | José Antonio González Linares | Eddy Merckx                  |
| 8e étape      | 4 juillet   | Ciney (BEL) – Émetteur Europe 1 du Felsberg (RFA) | Étape de plaine              | 232,5         | Alain Vasseur                 | Eddy Merckx                  |
| 9e étape      | 5 juillet   | Sarrelouis (RFA) – Mulhouse                       | Étape de montagne            | 269,5         | Mogens Frey                   | Eddy Merckx                  |
| 10e étape     | 6 juillet   | Belfort – Divonne-les-Bains                       | Étape de montagne            | 241           | Eddy Merckx                   | Eddy Merckx                  |
| 11e étape (a) | 7 juillet   | Divonne-les-Bains – Divonne-les-Bains             | Contre-la-montre individuel  | 8,8           | Eddy Merckx                   | Eddy Merckx                  |
| 11e étape (b) | 7 juillet   | Divonne-les-Bains – Thonon-les-Bains              | Étape de montagne            | 139,5         | Marino Basso                  | Eddy Merckx                  |
| 12e étape     | 8 juillet   | Thonon-les-Bains – Grenoble                       | Étape de montagne            | 194           | Eddy Merckx                   | Eddy Merckx                  |
| 13e étape     | 9 juillet   | Grenoble – Gap                                    | Étape de montagne            | 195,5         | Primo Mori                    | Eddy Merckx                  |
| 14e étape     | 10 juillet  | Gap – Bédoin - Mont Ventoux                       | Étape de montagne            | 170           | Eddy Merckx                   | Eddy Merckx                  |
| 15e étape     | 11 juillet  | Carpentras – Montpellier                          | Étape de plaine              | 144,5         | Marinus Wagtmans              | Eddy Merckx                  |
| 16e étape     | 12 juillet  | Montpellier – Toulouse                            | Étape de plaine              | 259,5         | Albert Van Vlierberghe        | Eddy Merckx                  |
| 17e étape     | 13 juillet  | Toulouse – Saint-Gaudens                          | Étape de plaine              | 190           | Luis Ocaña                    | Eddy Merckx                  |
| 18e étape     | 14 juillet  | Saint-Gaudens – La Mongie - Tourmalet             | Étape de montagne            | 135,5         | Bernard Thévenet              | Eddy Merckx                  |
| 19e étape     | 15 juillet  | Bagnères-de-Bigorre – Mourenx-Ville Nouvelle      | Étape de montagne            | 185,5         | Christian Raymond             | Eddy Merckx                  |
| 20e étape (a) | 16 juillet  | Mourenx-Ville Nouvelle – Bordeaux                 | Étape de plaine              | 231           | Rolf Wolfshohl                | Eddy Merckx                  |
| 20e étape (b) | 16 juillet  | Bordeaux – Bordeaux                               | Contre-la-montre individuel  | 8,2           | Eddy Merckx                   | Eddy Merckx                  |
| 21e étape     | 17 juillet  | Ruffec – Tours                                    | Étape de plaine              | 191,5         | Marino Basso                  | Eddy Merckx                  |
| 22e étape     | 18 juillet  | Tours – Versailles                                | Étape de plaine              | 238,5         | Jean-Pierre Danguillaume      | Eddy Merckx                  |
| 23e étape     | 19 juillet  | Versailles – Paris - Vélodrome de la Cipale       | Contre-la-montre individuel  | 54            | Eddy Merckx                   | Eddy Merckx                  |

## Classements

### Classement général final
| Classement général | Classement général      | Classement général | Classement général               | Classement général   |
|                    | Coureur                 | Pays               | Équipe                           | Temps                |
| ------------------ | ----------------------- | ------------------ | -------------------------------- | -------------------- |
| 1er                | Eddy Merckx             | Belgique           | Faema-Faemino                    | en 119 h 31 min 49 s |
| 2e                 | Joop Zoetemelk          | Pays-Bas           | Flandria-Mars                    | + 12 min 41 s        |
| 3e                 | Gösta Pettersson        | Suède              | Ferretti                         | + 15 min 54 s        |
| 4e                 | Martin Van Den Bossche  | Belgique           | Molteni                          | + 18 min 53 s        |
| 5e                 | Marinus Wagtmans        | Pays-Bas           | Willem II-Gazelle                | + 19 min 54 s        |
| 6e                 | Lucien Van Impe         | Belgique           | Sonolor-Lejeune-Wolber           | + 20 min 34 s        |
| 7e                 | Raymond Poulidor        | France             | Fagor-Mercier-Hutchinson         | + 20 min 35 s        |
| 8e                 | Antoon Houbrechts       | Belgique           | Salvarani                        | + 21 min 34 s        |
| 9e                 | Francisco Galdós        | Espagne            | Kas-Kaskol                       | + 21 min 45 s        |
| 10e                | Georges Pintens         | Belgique           | Mann-Grundig                     | + 23 min 23 s        |
| 11e                | Raymond Delisle         | France             | Peugeot-BP-Michelin              | + 23 min 59 s        |
| 12e                | Franco Balmamion        | Italie             | Salvarani                        | + 25 min 10 s        |
| 13e                | Italo Zilioli           | Italie             | Faema-Faemino                    | + 26 min 17 s        |
| 14e                | Joaquim Agostinho       | Portugal           | Frimatic-De Gribaldy-Viva-Wolber | + 26 min 52 s        |
| 15e                | Luis Zubero             | Espagne            | Kas-Kaskol                       | + 28 min 11 s        |
| 16e                | Willy Van Neste         | Belgique           | Mann-Grundig                     | + 29 min 17 s        |
| 17e                | Lucien Aimar            | France             | Sonolor-Lejeune-Wolber           | + 29 min 22 s        |
| 18e                | Wladimiro Panizza       | Italie             | Salvarani                        | + 31 min 2 s         |
| 19e                | Johnny Schleck          | Luxembourg         | Bic                              | + 32 min 19 s        |
| 20e                | Andrés Gandarias        | Espagne            | Kas-Kaskol                       | + 35 min 22 s        |
| 21e                | Jean Dumont             | France             | Peugeot-BP-Michelin              | + 47 min 28 s        |
| 22e                | Bernard Vifian          | Suisse             | Frimatic-De Gribaldy-Viva-Wolber | + 50 min 5 s         |
| 23e                | Francisco Gabica        | Espagne            | Kas-Kaskol                       | + 50 min 18 s        |
| 24e                | Roger Swerts            | Belgique           | Faema-Faemino                    | + 52 min 56 s        |
| 25e                | Aurelio González Puente | Espagne            | Kas-Kaskol                       | + 55 min 57 s        |
| modifier           |                         |                    |                                  |                      |

### Classements annexes finals
| Classement par points, | Classement par points, | Classement par points, | Classement par points,           | Classement par points, |
| ---------------------- | ---------------------- | ---------------------- | -------------------------------- | ---------------------- |
|                        | Coureur                | Pays                   | Équipe                           | Point(s)               |
| 1er                    | Walter Godefroot       | Belgique               | Salvarani                        | 212 points             |
| 2e                     | Eddy Merckx            | Belgique               | Faema-Faemino                    | 207 pts                |
| 3e                     | Marino Basso           | Italie                 | Molteni                          | 161 pts                |
| 4e                     | Jan Janssen            | Pays-Bas               | Bic                              | 151 pts                |
| 5e                     | Cyrille Guimard        | France                 | Fagor-Mercier-Hutchinson         | 138 pts                |
| 6e                     | Marinus Wagtmans       | Pays-Bas               | Willem II-Gazelle                | 116 pts                |
| 7e                     | Daniel Van Rijckeghem  | Belgique               | Mann-Grundig                     | 100 pts                |
| 8e                     | Harry Steevens         | Pays-Bas               | Caballero-Laurens                | 77.5 pts               |
| 9e                     | Luis Ocaña             | Espagne                | Bic                              | 75 pts                 |
| 10e                    | Mogens Frey            | Danemark               | Frimatic-De Gribaldy-Viva-Wolber | 73 pts                 |
| modifier               |                        |                        |                                  |                        |

| Classement du Prix du meilleur grimpeur, | Classement du Prix du meilleur grimpeur, | Classement du Prix du meilleur grimpeur, | Classement du Prix du meilleur grimpeur, | Classement du Prix du meilleur grimpeur, |
| ---------------------------------------- | ---------------------------------------- | ---------------------------------------- | ---------------------------------------- | ---------------------------------------- |
|                                          | Coureur                                  | Pays                                     | Équipe                                   | Point(s)                                 |
| 1er                                      | Eddy Merckx                              | Belgique                                 | Faema-Faemino                            | 128 points                               |
| 2e                                       | Andrés Gandarias                         | Espagne                                  | Kas-Kaskol                               | 94 pts                                   |
| 3e                                       | Martin Van Den Bossche                   | Belgique                                 | Molteni                                  | 85 pts                                   |
| 4e                                       | Silvano Schiavon                         | Italie                                   | Salvarani                                | 68 pts                                   |
| 5e                                       | Lucien Van Impe                          | Belgique                                 | Sonolor-Lejeune-Wolber                   | 65 pts                                   |
| 6e                                       | Primo Mori                               | Italie                                   | Salvarani                                | 64 pts                                   |
| 7e                                       | Gösta Pettersson                         | Suède                                    | Ferretti                                 | 59 pts                                   |
| 8e                                       | Raymond Delisle                          | France                                   | Peugeot-BP-Michelin                      | 57 pts                                   |
| 9e                                       | Luis Zubero                              | Espagne                                  | Kas-Kaskol                               | 52 pts                                   |
| 10e                                      | Guerrino Tosello                         | Italie                                   | Molteni                                  | 32 pts                                   |
| modifier                                 |                                          |                                          |                                          |                                          |

| Classement combiné, | Classement combiné,    | Classement combiné, | Classement combiné,    | Classement combiné, |
| ------------------- | ---------------------- | ------------------- | ---------------------- | ------------------- |
|                     | Coureur                | Pays                | Équipe                 | Point(s)            |
| 1er                 | Eddy Merckx            | Belgique            | Faema-Faemino          | 4 points            |
| 2e                  | Martin Van Den Bossche | Belgique            | Molteni                | 21.5 pts            |
| 3e                  | Marinus Wagtmans       | Pays-Bas            | Willem II-Gazelle      | 23 pts              |
| 4e                  | Lucien Van Impe        | Belgique            | Sonolor-Lejeune-Wolber | 25.5 pts            |
| 5e                  | Joop Zoetemelk         | Pays-Bas            | Flandria-Mars          | 32.5 pts            |
| modifier            |                        |                     |                        |                     |

| Classement des néophytes, | Classement des néophytes,     | Classement des néophytes, | Classement des néophytes,        | Classement des néophytes, |
| ------------------------- | ----------------------------- | ------------------------- | -------------------------------- | ------------------------- |
|                           | Coureur                       | Pays                      | Équipe                           | Point(s)                  |
| 1er                       | Mogens Frey                   | Danemark                  | Frimatic-De Gribaldy-Viva-Wolber | 77 points                 |
| 2e                        | Joop Zoetemelk                | Pays-Bas                  | Flandria-Mars                    | 67 pts                    |
| 3e                        | Lucien Van Impe               | Belgique                  | Sonolor-Lejeune-Wolber           | 36 pts                    |
| 4e                        | Nemesio Jiménez               | Espagne                   | Kas-Kaskol                       | 34 pts                    |
| 5e                        | José Antonio González Linares | Espagne                   | Kas-Kaskol                       | 33 pts                    |
| 6e                        | Tomas Pettersson              | Suède                     | Ferretti                         | 31 pts                    |
| 7e                        | Luis Zubero                   | Espagne                   | Kas-Kaskol                       | 27 pts                    |
| 8e                        | Gösta Pettersson              | Suède                     | Ferretti                         | 22 pts                    |
| 9e                        | Jean-Pierre Danguillaume      | France                    | Peugeot-BP-Michelin              | 21 pts                    |
| 10e                       | Jan van Katwijk               | Pays-Bas                  | Willem II-Gazelle                | 18 pts                    |
| modifier                  |                               |                           |                                  |                           |

| Classement par équipes | Classement par équipes           | Classement par équipes | Classement par équipes |
|                        | Équipe                           | Pays                   | Temps                  |
| ---------------------- | -------------------------------- | ---------------------- | ---------------------- |
| 1re                    | Salvarani                        | Italie                 | en 354 h 22 min 56 s   |
| 2e                     | Kas-Kaskol                       | Espagne                | + 1 min 14 s           |
| 3e                     | Faema-Faemino                    | Belgique               | + 9 min 45 s           |
| 4e                     | Sonolor-Lejeune-Wolber           | France                 | + 29 min 21 s          |
| 5e                     | Mann-Grundig                     | Belgique               | + 34 min 23 s          |
| 6e                     | Peugeot-BP-Michelin              | France                 | + 35 min 35 s          |
| 7e                     | Molteni                          | Italie                 | + 45 min 35 s          |
| 8e                     | Bic                              | France                 | + 51 min 17 s          |
| 9e                     | Fagor-Mercier-Hutchinson         | France                 | + 59 min 39 s          |
| 10e                    | Frimatic-De Gribaldy-Viva-Wolber | France                 | + 1 h 4 min 11 s       |
| modifier               |                                  |                        |                        |

| Classement de la combativité, | Classement de la combativité, | Classement de la combativité, | Classement de la combativité,    | Classement de la combativité, |
| ----------------------------- | ----------------------------- | ----------------------------- | -------------------------------- | ----------------------------- |
|                               | Coureur                       | Pays                          | Équipe                           | Point(s)                      |
| 1er                           | Eddy Merckx                   | Belgique                      | Faema-Faemino                    | 366 points                    |
| 2e                            | Joaquim Agostinho             | Portugal                      | Frimatic-De Gribaldy-Viva-Wolber | 340 pts                       |
| 3e                            | Raymond Delisle               | France                        | Peugeot-BP-Michelin              | 273 pts                       |
| 4e                            | Jean-Pierre Danguillaume      | France                        | Peugeot-BP-Michelin              | 252 pts                       |
| 5e                            | Andrés Gandarias              | Espagne                       | Kas-Kaskol                       | 176 pts                       |
| 6e                            | Primo Mori                    | Italie                        | Salvarani                        | 172 pts                       |
| 7e                            | Gilbert Bellone               | France                        | Sonolor-Lejeune-Wolber           | 164 pts                       |
| 8e                            | Raymond Riotte                | France                        | Sonolor-Lejeune-Wolber           | 148 pts                       |
| 9e                            | Attilio Benfatto              | Italie                        | Scic                             | 125 pts                       |
| 10e                           | Pierre Ghisellini             | France                        | Frimatic-De Gribaldy-Viva-Wolber | 122 pts                       |
| modifier                      |                               |                               |                                  |                               |

#### Classement des points chauds
| Classement des points chauds, | Classement des points chauds, | Classement des points chauds, | Classement des points chauds, | Classement des points chauds, |
| ----------------------------- | ----------------------------- | ----------------------------- | ----------------------------- | ----------------------------- |
|                               | Coureur                       | Pays                          | Équipe                        | Point(s)                      |
| 1er                           | Cyrille Guimard               | France                        | Fagor-Mercier-Hutchinson      | 67 points                     |
| 2e                            | Giancarlo Polidori            | Italie                        | Scic                          | 48 pts                        |
| 3e                            | Jaak De Boever                | Belgique                      | Flandria-Mars                 | 22 pts                        |
| 4e                            | Pieter Nassen                 | Belgique                      | Flandria-Mars                 | 20 pts                        |
| 5e                            | Rolf Wolfshohl                | Allemagne de l'Ouest          | Fagor-Mercier-Hutchinson      | 18 pts                        |
| 6e                            | Jean-Pierre Danguillaume      | France                        | Peugeot-BP-Michelin           | 12 pts                        |
| 7e                            | Raymond Riotte                | France                        | Sonolor-Lejeune-Wolber        | 10 pts                        |
| 8e                            | José Catieau                  | France                        | Sonolor-Lejeune-Wolber        | 9 pts                         |
| 9e                            | Joseph Spruyt                 | Belgique                      | Faema-Faemino                 | 8 pts                         |
| 10e                           | Evert Dolman                  | Pays-Bas                      | Willem II-Gazelle             | 8 pts                         |
| modifier                      |                               |                               |                               |                               |

### Évolution des classements
| Étape              | Vainqueur                     | Classement général | Classement par points | Classement de la montagne | Classement du combiné | Classement des points chauds | Classement par équipes | Classement de la combativité | Classement de la combativité |
| Étape              | Vainqueur                     | Classement général | Classement par points | Classement de la montagne | Classement du combiné | Classement des points chauds | Classement par équipes | Étape                        | Leader                       |
| ------------------ | ----------------------------- | ------------------ | --------------------- | ------------------------- | --------------------- | ---------------------------- | ---------------------- | ---------------------------- | ---------------------------- |
| P                  | Eddy Merckx                   | Eddy Merckx        | Eddy Merckx           | Non décerné               | Non décerné           | Non décerné                  | Bic                    | Non décerné                  | Non décerné                  |
| 1                  | Cyrille Guimard               | Eddy Merckx        | Cyrille Guimard       | Pierre Ghisellini         | Cyrille Guimard       | Cyrille Guimard              | Bic                    | Pierre Ghisellini            | Pierre Ghisellini            |
| 2                  | Italo Zilioli                 | Italo Zilioli      | Jan Janssen           | Pierre Ghisellini         | Italo Zilioli         | Régis Delépine               | Bic                    | Italo Zilioli                | Italo Zilioli                |
| 3a                 | Faema-Faemino                 | Italo Zilioli      | Jan Janssen           | Pierre Ghisellini         | Italo Zilioli         | Régis Delépine               | Faema-Faemino          | Joaquim Agostinho            | Italo Zilioli                |
| 3b                 | Marino Basso                  | Italo Zilioli      | Cyrille Guimard       | Luis Zubero               | Italo Zilioli         | Cyrille Guimard              | Faema-Faemino          | Joaquim Agostinho            | Italo Zilioli                |
| 4                  | Walter Godefroot              | Italo Zilioli      | Walter Godefroot      | Luis Zubero               | Italo Zilioli         | Cyrille Guimard              | Faema-Faemino          | José Catieau                 | Joaquim Agostinho            |
| 5a                 | Walter Godefroot              | Italo Zilioli      | Walter Godefroot      | Luis Zubero               | Eddy Merckx           | Cyrille Guimard              | Faema-Faemino          |                              | Joaquim Agostinho            |
| 5b                 | Jozef Spruyt                  | Italo Zilioli      | Walter Godefroot      | Luis Zubero               | Eddy Merckx           | Cyrille Guimard              | Faema-Faemino          |                              | Joaquim Agostinho            |
| 6                  | Roger De Vlaeminck            | Eddy Merckx        | Roger De Vlaeminck    | Luis Zubero               | Eddy Merckx           | Cyrille Guimard              | Faema-Faemino          | Jaak De Boever               | Leo Duyndam                  |
| 7a                 | Eddy Merckx                   | Eddy Merckx        | Walter Godefroot      | Luis Zubero               | Eddy Merckx           | Cyrille Guimard              | Faema-Faemino          | Lucien Van Impe              | Leo Duyndam                  |
| 7b                 | José Antonio González Linares | Eddy Merckx        | Walter Godefroot      | Luis Zubero               | Eddy Merckx           | Cyrille Guimard              | Faema-Faemino          | Lucien Van Impe              | Joaquim Agostinho            |
| 8                  | Alain Vasseur                 | Eddy Merckx        | Walter Godefroot      | Luis Zubero               | Eddy Merckx           | Cyrille Guimard              | Faema-Faemino          | Alain Vasseur                | Joaquim Agostinho            |
| 9                  | Mogens Frey                   | Eddy Merckx        | Walter Godefroot      | Luis Zubero               | Eddy Merckx           | Cyrille Guimard              | Faema-Faemino          | Joaquim Agostinho            | Joaquim Agostinho            |
| 10                 | Eddy Merckx                   | Eddy Merckx        | Walter Godefroot      | Eddy Merckx               | Eddy Merckx           | Cyrille Guimard              | Faema-Faemino          | Eddy Merckx                  | Joaquim Agostinho            |
| 11a                | Eddy Merckx                   | Eddy Merckx        | Walter Godefroot      | Eddy Merckx               | Eddy Merckx           | Cyrille Guimard              | Faema-Faemino          |                              | Joaquim Agostinho            |
| 11b                | Marino Basso                  | Eddy Merckx        | Walter Godefroot      | Eddy Merckx               | Eddy Merckx           | Cyrille Guimard              | Faema-Faemino          |                              | Joaquim Agostinho            |
| 12                 | Eddy Merckx                   | Eddy Merckx        | Walter Godefroot      | Eddy Merckx               | Eddy Merckx           | Cyrille Guimard              | Mann-Grundig           | Andrés Gandarias             | Eddy Merckx                  |
| 13                 | Primo Mori                    | Eddy Merckx        | Walter Godefroot      | Eddy Merckx               | Eddy Merckx           | Cyrille Guimard              | Faema-Faemino          | Primo Mori                   | Eddy Merckx                  |
| 14                 | Eddy Merckx                   | Eddy Merckx        | Eddy Merckx           | Eddy Merckx               | Eddy Merckx           | Cyrille Guimard              | Kas-Kaskol             | Eddy Merckx                  | Eddy Merckx                  |
| 15                 | Rini Wagtmans                 | Eddy Merckx        | Eddy Merckx           | Eddy Merckx               | Eddy Merckx           | Cyrille Guimard              | Kas-Kaskol             | Eddy Merckx                  | Eddy Merckx                  |
| 16                 | Albert Van Vlierberghe        | Eddy Merckx        | Walter Godefroot      | Eddy Merckx               | Eddy Merckx           | Cyrille Guimard              | Kas-Kaskol             | Attilio Benfatto             | Eddy Merckx                  |
| 17                 | Luis Ocaña                    | Eddy Merckx        | Walter Godefroot      | Eddy Merckx               | Eddy Merckx           | Cyrille Guimard              | Kas-Kaskol             | Luis Ocaña                   | Eddy Merckx                  |
| 18                 | Bernard Thévenet              | Eddy Merckx        | Eddy Merckx           | Eddy Merckx               | Eddy Merckx           | Cyrille Guimard              | Kas-Kaskol             | Raymond Delisle              | Eddy Merckx                  |
| 19                 | Christian Raymond             | Eddy Merckx        | Walter Godefroot      | Eddy Merckx               | Eddy Merckx           | Cyrille Guimard              | Kas-Kaskol             | Raymond Delisle              | Eddy Merckx                  |
| 20a                | Rolf Wolfshohl                | Eddy Merckx        | Walter Godefroot      | Eddy Merckx               | Eddy Merckx           | Cyrille Guimard              | Kas-Kaskol             | Gilbert Bellone              | Eddy Merckx                  |
| 20b                | Eddy Merckx                   | Eddy Merckx        | Walter Godefroot      | Eddy Merckx               | Eddy Merckx           | Cyrille Guimard              | Kas-Kaskol             | Gilbert Bellone              | Eddy Merckx                  |
| 21                 | Marino Basso                  | Eddy Merckx        | Walter Godefroot      | Eddy Merckx               | Eddy Merckx           | Cyrille Guimard              | Kas-Kaskol             | Jean-Pierre Danguillaume     | Eddy Merckx                  |
| 22                 | Jean-Pierre Danguillaume      | Eddy Merckx        | Walter Godefroot      | Eddy Merckx               | Eddy Merckx           | Cyrille Guimard              | Kas-Kaskol             | Jean-Pierre Danguillaume     | Eddy Merckx                  |
| 23                 | Eddy Merckx                   | Eddy Merckx        | Walter Godefroot      | Eddy Merckx               | Eddy Merckx           | Cyrille Guimard              | Salvarani              |                              | Eddy Merckx                  |
| Classements finals | Classements finals            | Eddy Merckx        | Walter Godefroot      | Eddy Merckx               | Eddy Merckx           | Cyrille Guimard              | Salvarani              | Eddy Merckx                  | Eddy Merckx                  |

Lorsqu'Eddy Merckx dominait le classement général ainsi que le classement par points, son dauphin au classement par points revêtait un maillot noir et vert au lieu du maillot vert classique. Lorsqu'il dominait aussi le classement combiné, son dauphin portait un maillot noir et blanc au lieu du maillot blanc habituel.

## Liste des participants
La liste ci-dessous présente les coureurs inscrits par numéro de dossard.
| Légende | Légende                                                                    | Légende | Légende                                                    |
| ------- | -------------------------------------------------------------------------- | ------- | ---------------------------------------------------------- |
| Num     | Dossard de départ porté par le coureur sur ce Tour                         | Pos     | Position à l'arrivée de la course                          |
|         | Indique un maillot de champion national ou mondial, suivi de sa spécialité | NP      | Indique un coureur qui n'a pas pris le départ de la course |
| AB      | Indique un coureur qui n'a pas terminé la course                           | HD      | Indique un coureur qui a terminé la course hors des délais |

| Faema-Faemino                           | Faema-Faemino              | Faema-Faemino |
| --------------------------------------- | -------------------------- | ------------- |
| Num                                     | Coureur                    | Pos           |
| 1                                       | Eddy Merckx (BEL)          | 1er           |
| 2                                       | Etienne Antheunis (BEL)    | 87e           |
| 3                                       | Joseph Bruyère (BEL)       | 50e           |
| 4                                       | Jos Huysmans (BEL)         | 30e           |
| 5                                       | Frans Mintjens (BEL)       | 75e           |
| 6                                       | Jozef Spruyt (BEL)         | 46e           |
| 7                                       | Roger Swerts (BEL)         | 24e           |
| 8                                       | Georges Vandenberghe (BEL) | AB-19         |
| 9                                       | Victor Van Schil (BEL)     | 68e           |
| 10                                      | Italo Zilioli (ITA)        | 13e           |
| Directeur sportif : Guillaume Driessens |                            |               |

| Peugeot-BP-Michelin              | Peugeot-BP-Michelin            | Peugeot-BP-Michelin |
| -------------------------------- | ------------------------------ | ------------------- |
| Num                              | Coureur                        | Pos                 |
| 11                               | Robert Bouloux (FRA)           | 41e                 |
| 12                               | Jean-Pierre Danguillaume (FRA) | 64e                 |
| 13                               | Raymond Delisle (FRA)          | 11e                 |
| 14                               | Jean Dumont (FRA)              | 21e                 |
| 15                               | Désiré Letort (FRA)            | HD-7a               |
| 16                               | Pierre Martelozzo (FRA)        | 76e                 |
| 17                               | Jean-Pierre Paranteau (FRA)    | 58e                 |
| 18                               | Roger Pingeon (FRA)            | AB-7b               |
| 19                               | Christian Raymond (FRA)        | 52e                 |
| 20                               | Bernard Thévenet (FRA)         | 35e                 |
| Directeur sportif : Gaston Plaud |                                |                     |

| Fagor-Mercier-Hutchinson        | Fagor-Mercier-Hutchinson  | Fagor-Mercier-Hutchinson |
| ------------------------------- | ------------------------- | ------------------------ |
| Num                             | Coureur                   | Pos                      |
| 21                              | Georges Chappe (FRA)      | 84e                      |
| 22                              | Jean-Pierre Genet (FRA)   | 82e                      |
| 23                              | Cyrille Guimard (FRA)     | 62e                      |
| 24                              | Bernard Labourdette (FRA) | 33e                      |
| 25                              | Eddy Peelman (BEL)        | AB-13                    |
| 26                              | Michel Périn (FRA)        | 79e                      |
| 27                              | Domingo Perurena (ESP)    | 90e                      |
| 28                              | Raymond Poulidor (FRA)    | 7e                       |
| 29                              | Henri Rabaute (FRA)       | 27e                      |
| 30                              | Rolf Wolfshohl (RFA)      | 37e                      |
| Directeur sportif : Louis Caput |                           |                          |

| Salvarani                         | Salvarani                | Salvarani |
| --------------------------------- | ------------------------ | --------- |
| Num                               | Coureur                  | Pos       |
| 31                                | Franco Balmamion (ITA)   | 12e       |
| 32                                | Cipriano Chemello (ITA)  | AB-12     |
| 33                                | Luciano Dalla Bona (ITA) | 96e       |
| 34                                | Walter Godefroot (BEL)   | 29e       |
| 35                                | Pietro Guerra (ITA)      | 71e       |
| 36                                | Antoon Houbrechts (BEL)  | 8e        |
| 37                                | Vittorio Marcelli (ITA)  | AB-7a     |
| 38                                | Primo Mori (ITA)         | 28e       |
| 39                                | Wladimiro Panizza (ITA)  | 18e       |
| 40                                | Silvano Schiavon (ITA)   | AB-23     |
| Directeur sportif : Luciano Pezzi |                          |           |

| Kas-Kaskol                             | Kas-Kaskol                          | Kas-Kaskol |
| -------------------------------------- | ----------------------------------- | ---------- |
| Num                                    | Coureur                             | Pos        |
| 41                                     | Francisco Gabica (ESP)              | 23e        |
| 42                                     | Francisco Galdós (ESP)              | 9e         |
| 43                                     | Andres Gandarias (ESP)              | 20e        |
| 44                                     | Aurelio González (ESP)              | 25e        |
| 45                                     | José Antonio González Linares (ESP) | 56e        |
| 46                                     | Nemesio Jiménez (ESP)               | 74e        |
| 47                                     | Vicente López Carril (ESP)          | 34e        |
| 48                                     | Gabriel Mascaró (ESP)               | 66e        |
| 49                                     | José Luis Uribezubia (ESP)          | AB-6       |
| 50                                     | Luis Zubero (ESP)                   | 15e        |
| Directeur sportif : Dalmacio Langarica |                                     |            |

| Willem II-Gazelle               | Willem II-Gazelle         | Willem II-Gazelle |
| ------------------------------- | ------------------------- | ----------------- |
| Num                             | Coureur                   | Pos               |
| 51                              | Evert Dolman (NED)        | 32e               |
| 52                              | Frits Hoogerheide (NED)   | 100e              |
| 53                              | Victor Nuelant (BEL)      | AB-14             |
| 54                              | Harm Ottenbros (NED)      | 78e               |
| 55                              | René Pijnen (NED)         | HD-8              |
| 56                              | Edward Sels (BEL)         | AB-2              |
| 57                              | Jan Serpenti (NED)        | HD-8              |
| 58                              | Jos van der Vleuten (NED) | 44e               |
| 59                              | Jan van Katwijk (NED)     | 80e               |
| 60                              | Marinus Wagtmans (NED)    | 5e                |
| Directeur sportif : Ton Vissers |                           |                   |

| Molteni                            | Molteni                      | Molteni |
| ---------------------------------- | ---------------------------- | ------- |
| Num                                | Coureur                      | Pos     |
| 61                                 | Mario Anni (ITA)             | 55e     |
| 62                                 | Marino Basso (ITA)           | 63e     |
| 63                                 | Davide Boifava (ITA)         | AB-12   |
| 64                                 | Carlo Chiappano (ITA)        | AB-6    |
| 65                                 | Franco Mori (ITA)            | 53e     |
| 66                                 | Arturo Pecchielan (ITA)      | AB-4    |
| 67                                 | Giacinto Santambrogio (ITA)  | 49e     |
| 68                                 | Edy Schütz (LUX)             | 38e     |
| 69                                 | Guerrino Tosello (ITA)       | 39e     |
| 70                                 | Martin Van Den Bossche (BEL) | 4e      |
| Directeur sportif : Giorgio Albani |                              |         |

| Frimatic-De Gribaldy-Viva-Wolber     | Frimatic-De Gribaldy-Viva-Wolber | Frimatic-De Gribaldy-Viva-Wolber |
| ------------------------------------ | -------------------------------- | -------------------------------- |
| Num                                  | Coureur                          | Pos                              |
| 71                                   | Joaquim Agostinho (POR)          | 14e                              |
| 72                                   | Régis Delépine (FRA)             | HD-5b                            |
| 73                                   | Mogens Frey (DEN)                | 59e                              |
| 74                                   | Pierre Gautier (FRA)             | 42e                              |
| 75                                   | Pierre Ghisellini (FRA)          | 97e                              |
| 76                                   | Michel Grain (FRA)               | AB-7a                            |
| 77                                   | René Grelin (FRA)                | AB-19                            |
| 78                                   | Maurice Izier (FRA)              | 61e                              |
| 79                                   | Jean Vidament (FRA)              | AB-7a                            |
| 80                                   | Bernard Vifian (SUI)             | 22e                              |
| Directeur sportif : Jean de Gribaldy |                                  |                                  |

| Bic                                 | Bic                      | Bic   |
| ----------------------------------- | ------------------------ | ----- |
| Num                                 | Coureur                  | Pos   |
| 81                                  | Roland Berland (FRA)     | 77e   |
| 82                                  | Jean-Claude Genty (FRA)  | AB-3b |
| 83                                  | Charly Grosskost (FRA)   | AB-13 |
| 84                                  | Jan Janssen (NED)        | 26e   |
| 85                                  | Jean-Marie Leblanc (FRA) | 83e   |
| 86                                  | Anatole Novak (FRA)      | AB-10 |
| 87                                  | Luis Ocaña (ESP)         | 31e   |
| 88                                  | Johny Schleck (LUX)      | 19e   |
| 89                                  | Alain Vasseur (FRA)      | 40e   |
| 90                                  | Sylvain Vasseur (FRA)    | 95e   |
| Directeur sportif : Maurice De Muer |                          |       |

| Sonolor-Lejeune-Wolber              | Sonolor-Lejeune-Wolber       | Sonolor-Lejeune-Wolber |
| ----------------------------------- | ---------------------------- | ---------------------- |
| Num                                 | Coureur                      | Pos                    |
| 91                                  | Stéphane Abrahamian (FRA)    | AB-5a                  |
| 92                                  | Lucien Aimar (FRA)           | 17e                    |
| 93                                  | Gilbert Bellone (FRA)        | AB-23                  |
| 94                                  | José Catieau (FRA)           | 70e                    |
| 95                                  | Bernard Guyot (FRA)          | HD-7a                  |
| 96                                  | Barry Hoban (GBR)            | AB-6                   |
| 97                                  | Walter Ricci (FRA)           | 51e                    |
| 98                                  | Raymond Riotte (FRA)         | 72e                    |
| 99                                  | Jean-Claude Theillière (FRA) | HD-7a                  |
| 100                                 | Lucien Van Impe (BEL)        | 6e                     |
| Directeur sportif : Jean Stablinski |                              |                        |

| Mann-Grundig                    | Mann-Grundig               | Mann-Grundig |
| ------------------------------- | -------------------------- | ------------ |
| Num                             | Coureur                    | Pos          |
| 101                             | René De Bie (BEL)          | 94e          |
| 102                             | Jos Deschoenmaecker (BEL)  | 57e          |
| 103                             | Ronald De Witte (BEL)      | 43e          |
| 104                             | Willy In 't Ven (BEL)      | 89e          |
| 105                             | Georges Pintens (BEL)      | 10e          |
| 106                             | André Poppe (BEL)          | 54e          |
| 107                             | Eddy Reyniers (BEL)        | 65e          |
| 108                             | Willy Van Neste (BEL)      | 16e          |
| 109                             | Daniel Van Ryckeghem (BEL) | 67e          |
| 110                             | Herman Van Springel (BEL)  | AB-14        |
| Directeur sportif : Frans Cools |                            |              |

| Flandria-Mars                     | Flandria-Mars            | Flandria-Mars |
| --------------------------------- | ------------------------ | ------------- |
| Num                               | Coureur                  | Pos           |
| 111                               | Eddy Beugels (NED)       | 81e           |
| 112                               | Michel Coulon (BEL)      | 85e           |
| 113                               | Gérard David (BEL)       | 69e           |
| 114                               | Jaak De Boever (BEL)     | 98e           |
| 115                               | Eric De Vlaeminck (BEL)  | AB-7a         |
| 116                               | Roger De Vlaeminck (BEL) | AB-7b         |
| 117                               | Eric Leman (BEL)         | AB-8          |
| 118                               | Marc Lievens (BEL)       | 91e           |
| 119                               | Pieter Nassen (BEL)      | 88e           |
| 120                               | Joop Zoetemelk (NED)     | 2e            |
| Directeur sportif : Brick Schotte |                          |               |

| Caballero-Laurens                 | Caballero-Laurens      | Caballero-Laurens |
| --------------------------------- | ---------------------- | ----------------- |
| Num                               | Coureur                | Pos               |
| 121                               | Henk Benjamins (NED)   | HD-19             |
| 122                               | Arie den Hartog (NED)  | AB-8              |
| 123                               | Leo Duyndam (NED)      | AB-8              |
| 124                               | Hubertus Harings (NED) | AB-2              |
| 125                               | Cees Rentmeester (NED) | 92e               |
| 126                               | Wim Schepers (NED)     | AB-5b             |
| 127                               | Harry Steevens (NED)   | 45e               |
| 128                               | Gerard Vianen (NED)    | 47e               |
| 129                               | Adri Wouters (NED)     | HD-4              |
| 130                               | Cees Zoontjens (NED)   | 86e               |
| Directeur sportif : Gerrit Peters |                        |                   |

| Ferretti                            | Ferretti                     | Ferretti |
| ----------------------------------- | ---------------------------- | -------- |
| Num                                 | Coureur                      | Pos      |
| 131                                 | Giuseppe Beghetto (ITA)      | DQ-11b   |
| 132                                 | Eraldo Bocci (ITA)           | HD-5b    |
| 133                                 | Franco Cortinovis (ITA)      | AB-6     |
| 134                                 | Gösta Pettersson (SWE)       | 3e       |
| 135                                 | Tomas Pettersson (SWE)       | 36e      |
| 136                                 | Renato Rota (ITA)            | HD-5b    |
| 137                                 | Pietro Tamiazzo (ITA)        | AB-4     |
| 138                                 | Romano Tumellero (ITA)       | 93e      |
| 139                                 | Albert Van Vlierberghe (BEL) | 48e      |
| 140                                 | Loris Vignolini (ITA)        | AB-7a    |
| Directeur sportif : Alfredo Martini |                              |          |

| Scic                               | Scic                     | Scic   |
| ---------------------------------- | ------------------------ | ------ |
| Num                                | Coureur                  | Pos    |
| 141                                | Luciano Armani (ITA)     | AB-4   |
| 142                                | Attilio Benfatto (ITA)   | 60e    |
| 143                                | Constantino Conti (ITA)  | AB-11b |
| 144                                | Adriano Durante (ITA)    | 99e    |
| 145                                | Ernesto Jotti (ITA)      | AB-12  |
| 146                                | Claudio Michelotto (ITA) | AB-9   |
| 147                                | Enrico Paolini (ITA)     | AB-11b |
| 148                                | Giancarlo Polidori (ITA) | 73e    |
| 149                                | Ambrogio Portalupi (ITA) | AB-6   |
| 150                                | Paolo Zini (ITA)         | HD-4   |
| Directeur sportif : Eraldo Giganti |                          |        |